# ルート・フィッシャー
ルート・フィッシャー（独: Ruth Fischer, 1895年12月11日 - 1961年3月13日）は、ドイツの政治家。ハインリヒ・ブランドラーが失脚した後の1924年から1925年にかけてアルカディ・マズローとともにドイツ共産党の党首を務めたが、ソビエト連邦のスターリンに忠誠を疑われて失脚し、エルンスト・テールマンが取って代わった。

## 来歴
ライプツィヒにて、エルフリーデ・アイスラー（Elfriede Eisler）の名で生まれる。父ルドルフ・アイスラーはユダヤ系の血を引く哲学教授でオーストリア国籍者だった。母マリーはルター派信者であった。音楽家のハンス・アイスラー及び共産主義活動家のゲルハルト・アイスラーは実弟。
父が教鞭を執っていたウィーン大学にて、哲学や経済学、政治学を学ぶ。
1921年以前に母方の姓を使って「ルート・フィッシャー」のペンネームを使うようになった。
1919年にベルリンへ移り、1921年にはドイツ共産党ベルリン委員長となる。ドイツ政府当局からオーストリアへの強制送還を狙われたため、同僚の共産主義者グスタフ・ゴルケ（Gustav Golke, 1889–1937。スターリンの大粛清で処刑)と結婚してドイツ国籍を取得した。
彼女はアルカディ・マズローやエルンスト・テールマンとともに党内左派に属し、当時の共産党党首ハインリヒ・ブランドラーの「統一戦線戦術」「労働者政府」といった右派的方針に反発していた。
1923年10月のザクセン州やテューリンゲン州での蜂起計画の失敗でブランドラーは失脚。1924年4月の党大会でフィッシャーとマズローが共同で党首となり、左派指導部が発足した。1924年から1928年にかけては国会議員を務めた。
しかしドイツはじめ西ヨーロッパはすでに戦後混乱期を抜けて安定期に入っており、もはや左派の持論たる世界革命の芽は無くなりつつあった。1924年10月になるとスターリンがトロツキーの世界革命論と袂を分かち、孤立したロシアにおける社会主義建設とその他の世界における資本主義の一時的安定が並存するという見解を有するようになった。それに伴ってコミンテルンやソ連外共産主義の役割も、世界革命ではなく、ロシアにおけるボルシェヴィキの支配を強化し、また世界におけるソ連の地位の確立に貢献することへと変化していった。
その立場から1925年3月から4月のコミンテルン執行委員会拡大総会は、ブランドラーら右派の除名を宣言すると同時にフィッシャー、マズローのグループに対して右旋回を受け入れるよう圧力をかけた。すなわち社民党系労働者と連携して社民党指導部と対決し、ソ連を包囲しようとする企図に対抗する統一戦線を構築しなければならないとする方針である。フィッシャーは権力を手放すまいとコミンテルンの再度の「統一戦線戦術」の方針に従ったが、スターリンはフィッシャーやマズローはその日和見主義にもかかわらず、依然として「左翼的」自信を有しており、党の右旋回を拒否するだろうと感じていた。そのため1925年7月の党大会で選出された左派指導部はその直後から「コミンテルンとの一致において欠けるところあり」と批判されるようになった。
コミンテルン執行委員会は1925年8月にもドイツ共産党員に宛てて「公開書簡」を出した。この書簡は、コミンテルン執行委員会に対するマズロー＝フィッシャーグループの二心的態度によってドイツ共産党内に反モスクワ的・反レーニン主義的理論が出現していることを指摘したうえで、分派としての左派は解体して全ての見解をコミンテルン路線へ結集することを要求していた。このモスクワからの圧力により、フィッシャーとマズローは党内で孤立を深め、1925年秋には党指導部から追放された。フィッシャーと手を切ってモスクワに絶対忠誠を誓ったテールマンが取って代わった。
さらに1926年8月には党を除名された。1933年に国家社会主義ドイツ労働者党が政権を獲得するとパリへ亡命した。さらに1941年にはアメリカ合衆国へ逃れた。1940年代末には下院非米活動委員会（HUAC）で弟ハンスについて証言を行うが、彼は後にブラックリスト入りと国外退去命令が出されることとなる。また、もう一人の弟ゲルハルトについても共産党の工作員であると証言。
とは言え、レフ・トロツキーとヨシフ・スターリンの伝記作家であるアイザック・ドイッチャーは、彼女を「若く声の大きな女性で、いかなる革命の経験もないけれども、ベルリンの共産主義者に偶像視されている」としている。1955年パリに戻り、自著『スターリンとドイツ共産主義』を上梓。晩年には熱心な反共主義者となり、1953年以降は「アリス・ミラー」のコードネームを与えられ、アメリカ合衆国の情報機関で工作員を務めている。
1961年、パリにて客死。65歳。死因は明らかにされていない。